# NK Orijent Rijeka
Hrvatski nogometni klub Orijent 1919 – chorwacki klub piłkarski z siedzibą w Rijece. Został założony w 1919 roku.

## Historia
Klub został założony w 1919 roku w Sušaku, wówczas chorwackiej części Rijeki. Za czasów istnienia Jugosławii największym sukcesem klubu było wygranie rozgrywek drugiej ligi jugosłowiańskiej (Zachodniej Dywizji) w 1969 roku, jednak klub nie zdołał awansować o klasę wyżej przegrywając w barażach. Po odłączeniu się Chorwacji od Jugosławii w 1991 roku klub zaczął grać w drugiej lidze chorwackiej. W sezonie 1995/1996 wywalczył historyczny awans do pierwszej ligi. W sezonie 1996/1997 NK Orijent zajął 14. miejsce w lidze, trzecie od końca i powrócił do drugiej ligi. W sezonie 2003/2004 spadł z drugiej do trzeciej ligi. W czerwcu 2014 roku klub został zlikwidowany z powodu wysokich długów. Niedługo potem klub został reaktywowany i powołany na nowo pod nazwą HNK Orijent 1919. Rozpoczął grę od piątej ligi. W 2015 roku awansował do czwartej ligi.

## Stadion
Domowe mecze klub rozgrywa na stadionie o nazwie Stadion Krimeja, który może pomieścić 5300 widzów.

## Historia występów w pierwszej lidze
| Sezon     | Pozycja      | M  | Pkt. | Z | R  | P  | GZ | GS |
| --------- | ------------ | -- | ---- | - | -- | -- | -- | -- |
| 1996/1997 | 14. (spadek) | 30 | 26   | 5 | 11 | 14 | 28 | 53 |

## Reprezentanci kraju grający w klubie
Stan na wrzesień 2015.
| - Vlatko Ðolonga - Dario Knežević - Siniša Linić | - Saša Peršon - Edmond Kapllani - Fatmir Vata |